# Gimnastyka sportowa
Gimnastyka sportowa (stgr. γυμνός – nagi) – odmiana gimnastyki, z tradycjami sięgającymi starożytności. Gimnastycy sportowi wykonują krótkie układy ćwiczeń na różnych przyrządach, trwające mniej więcej od 30 do 90 sekund (przy skokach przez stół gimnastyczny jeszcze krócej). Sport ten zarządzany jest przez Międzynarodową Federację Gimnastyczną, która określa zasady punktacji i reguluje wszystkie sprawy związane z międzynarodowym współzawodnictwem elity zawodników gimnastyki sportowej. W poszczególnych krajach sprawy związane z tym sportem regulują krajowe związki sportowe. Gimnastyka sportowa jest popularnym sportem widowiskowym szczególnie podczas letnich igrzysk olimpijskich i podczas wielu innych imprez współzawodnictwa sportowego.

## Historia

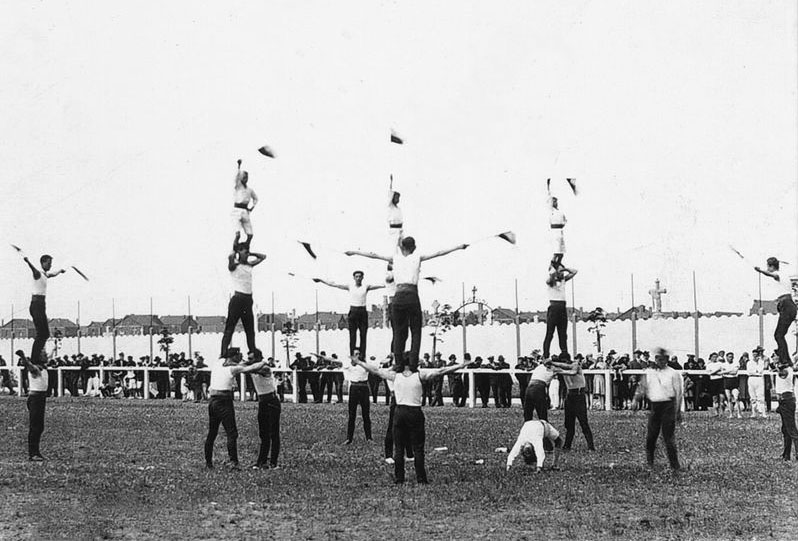
Członkowie Polskiego Towarzystwa Gimnastycznego Sokół na pokazie gimnastycznym.

Początkowo gimnastyka służyła do harmonijnego rozwoju ciała i osiągania sprawności fizycznej. O systemie gimnastyki wspominają w swoich utworach autorzy starożytni tacy jak  Homer, Arystoteles i Platon. System ten obejmował wiele dyscyplin, które stały się później odrębnymi sportami: pływanie, wyścigi, zapasy, boksowanie, jazdę itd., i miał zastosowanie również w ćwiczeniach wojska.
W swej obecnej postaci gimnastyka rozwinęła się pierwotnie z początkiem XIX wieku w Niemczech i w rejonie Czech. Wprowadzono też w tym czasie termin artistic gymnastics (gimnastyka artystyczna), który miał odróżniać te swobodne style gimnastyki od gimnastyki wojskowej. Niemiecki nauczyciel Friedrich Ludwig Jahn, uważany za ojca gimnastyki, wynalazł wówczas kilka przyrządów gimnastycznych, w tym drążek i poręcze równoległe, których używa się do dziś. Powstały pierwsze dwa kluby gimnastyczne Turnverein i Sokol.
Pomysłodawcą i twórcą zasad wychowania fizycznego był Szwajcar Johann Heinrich Pestalozzi (1746–1827), propagatorem w Niemczech Friedrich Ludwig Jahn (1778–1852). Uznaje się ich za ojców nowoczesnej gimnastyki. Gimnastykę jako sport wyczynowy zaczęto traktować od ok. połowy XIX wieku i z czasem stała się dyscypliną sportową.
Pionierską organizacją wychowania fizycznego i sportu propagującą gimnastykę w Polsce było Polskie Towarzystwo Gimnastyczne „Sokół”, którego pierwsze gniazdo zostało założone 7 lutego 1867 we Lwowie. Członkowie towarzystwa rozpoczęli po raz pierwszy w Polsce systematyczne lekcje gimnastyczne od 1 maja 1867 roku pod kierunkiem dr Walentego Piaseckiego - lekarza oraz absolwenta kursów gimnastycznych w Pradze i Dreźnie.
W 1881 roku powstała Międzynarodowa Federacja Gimnastyczna, która od tamtego czasu do dziś stanowi ciało zarządzające gimnastyką sportową na szczeblu międzynarodowym. Na początku członkami tej instytucji były tylko trzy kraje i do 1921 roku nazywała się Europejską Federacją Gimnastyki. Gdy w skład organizacji weszły pierwsze kraje spoza Europy została przeorganizowana do swej obecnej postaci. Gimnastyka została ujęta w programie Letnich Igrzysk Olimpijskich z 1896 roku ale kobietom zezwolono na start w igrzyskach dopiero od 1928 roku. Także mistrzostwa świata w gimnastyce, które odbywały się od 1903 roku, pozostawały do 1934 roku zawodami, w których współzawodniczyli jedynie mężczyźni. Od tamtej pory rozwijały się dwie gałęzie gimnastyki sportowej: gimnastyka sportowa mężczyzn i gimnastyka sportowa kobiet, które inaczej niż w przypadku innych sportów, znacznie się różnią od siebie z uwagi na to, że w zawodach wykorzystuje się inne przyrządy, inne techniki i zwraca się uwagę na nieco inne zagadnienia.
W 1895 roku zorganizowano pierwsze mistrzostwa świata. Już od pierwszych igrzysk gimnastyka sportowa stała się dyscypliną olimpijską, znalazła się więc w programie igrzysk olimpijskich w Atenach w 1896. Nigdy nie wykluczono jej z programu, choć ulegała znacznym modyfikacjom. Jej szybki rozwój nastąpił po II wojnie światowej, głównie dzięki zawodnikom ZSRR. Mistrzostwa Europy rozgrywane są od 1957 roku.

### Gimnastyka sportowa kobiet

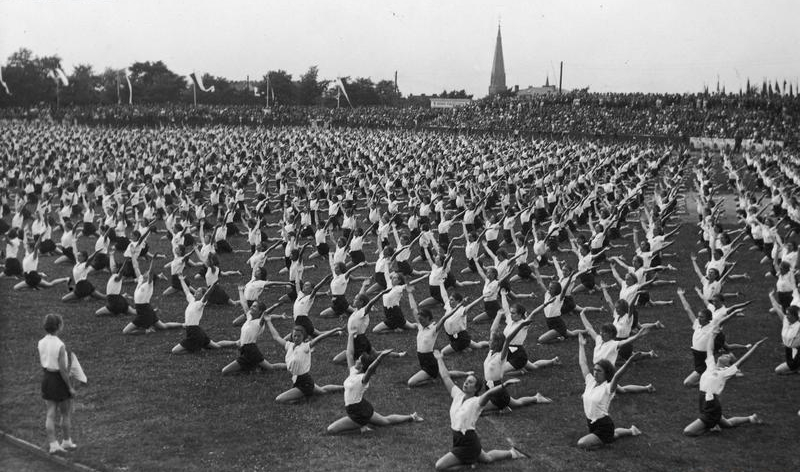
Pokaz gimnastyczny sekcji kobiecych na VIII ogólnopolskim zlocie Towarzystwa Gimnastycznego "Sokół" - Katowice 1937.

Pierwsze kobiece sekcje gimnastyczne powstawały na długo przed tym zanim włączono je w programy oficjalnych zawodów sportowych. Przykładowo już w 1900 roku w ramach Towarzystwa Gimnastycznego „Sokół” w Poznaniu powstaje sekcja kobieca pod nazwą "Oddział kobiet gimnastykujących".
Gimnastyka sportowa kobiet weszła do programu igrzysk olimpijskich jako konkurencja zespołowa w roku 1928 i w swej obecnej formie pojawiła się po raz pierwszy na zawodach 12. Mistrzostw Świata w gimnastyce sportowej w 1950 roku. Wprowadzono wówczas konkurs zespołowy, wielobój i konkurencje na poszczególnych przyrządach. Indywidualna konkurencja wieloboju gimnastyki sportowej kobiet pojawiła się już na 10. Mistrzostwach Świata w 1934 roku. Formę przyjętą na zawodach 12. Mistrzostw Świata wprowadzono następnie na Letnich Igrzyskach Olimpijskich w Helsinkach w 1952 roku i taka forma zawodów olimpijskich pozostaje niezmieniona do dziś.
Pierwsze zwyciężczynie zawodów w kobiecej gimnastyce sportowej miały zwykle około 20 lat – wiele z nich, zanim zaczęły uprawiać ten sport, przez wiele lat uczyły się baletu. Łarysa Łatynina pierwsza wielka gimnastyczka ze Związku Radzieckiego zdobyła swój pierwszy medal olimpijski w wieku 22 lat, drugi w wieku 26 lat, a w 1958 roku, będąc w ciąży, zdobyła Mistrzostwo Świata. Gimnastyczka z Czech Věra Čáslavská, kolejna dwukrotna zwyciężczyni olimpijskich wielobojów gimnastyki sportowej, zaczęła zdobywać swoje złote medale po ukończeniu 22 roku życia. W latach 70. XX wieku średni wiek zawodniczek startujących na olimpiadach zaczął się obniżać. Choć również w latach 60. XX wieku nie było czymś niesłychanym by w zawodach takich startowały nastolatki (na przykład Ludmilla Tourischeva miała 16 lat podczas swojego pierwszego startu na olimpiadzie w 1968 roku). Jednak udział coraz młodszych gimnastyczek powoli stawał się normą a przy tym zwiększał się poziom trudności tego sportu. Mniejsze, lżejsze dziewczęta z reguły uzyskiwały lepsze wyniki w coraz trudniejszych elementach akrobatycznych wymaganych przez zmieniony system punktowania. 58. kongres Międzynarodowej Federacji Gimnastycznej, który odbył się w lipcu 1980 roku, tuż przed igrzyskami olimpijskimi, podjął decyzję o podniesieniu granicy minimalnego wieku uprawniającego do startu w głównych międzynarodowych zawodach seniorów z ukończonych 14 na 15 lat. Zmiany te weszły w życie dwa lata później, ale nie zlikwidowały istniejącego wówczas problemu. Do czasu igrzysk olimpijskich w Barcelonie (1992) elitę zawodniczą w gimnastyce sportowej kobiet stanowiły prawie wyłącznie tzw. piksy – nastolatki w wieku przed pokwitaniem i z niedowagą. Coraz częściej pojawiały się głosy kwestionujące faktyczny dobrostan zawodniczek, które uprawiają ten sport. W odpowiedzi na zarzuty Międzynarodowa Federacja Gimnastyczna w 1997 roku podniosła granicę minimalnego wieku uprawniającego do startu w elitarnych międzynarodowych zawodach do ukończonych lat 17. Zmieniono również nieco zasady punktowania, ewoluowały też popularne opinie o tym sporcie, w efekcie czego znów na zawodach najwyższej rangi pojawiły się starsze zawodniczki. Mimo że średni wiek elity zawodniczek gimnastyki sportowej ciągle mieści się w przedziale od środkowych do późnych lat nastoletnich a ich wzrost i waga jest poniżej średniej, to coraz częściej widzi się gimnastyczki startujące w zawodach już znacznie po ukończeniu 20 lat. Na Mistrzostwach Świata w Melbourne w 2005 roku, srebrna medalistka w skoku Oksana Chusowitina była 30-letnią matką i w 2008 roku na olimpiadzie ponownie odniosła sukces zdobywając srebrny medal w wieku lat 33. Na igrzyskach olimpijskich w 2004 roku kapitanami zarówno zespołu Amerykanek (drugie miejsce) jak i Rosjanek (trzecie miejsce) były kobiety w wieku około 25 lat a kilka innych reprezentacji (Australia, Francja, Kanada) posiadało w swoim składzie wiele starszych zawodniczek.

## Konkurencje

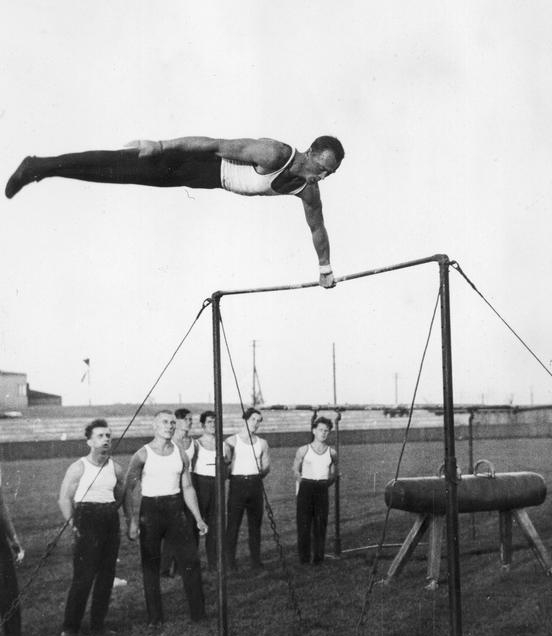
Wilhelm Breguła podczas ćwiczeń na drążku gimnastycznym w czasie jubileuszowego zlotu okręgu śląskiego Towarzystwa Gimnastycznego "Sokół" Katowice 1935.

Podczas zawodów w gimnastyce sportowej uczestnicy wykonują układy ćwiczeń w poszczególnych konkurencjach. Kobiety w czterech konkurencjach - skok przez stół gimnastyczny, poręcze asymetryczne, równoważnia i ćwiczenia wolne na planszy, zaś mężczyźni w sześciu konkurencjach - ćwiczenia wolne na planszy, koń z łękami, kółka, skok przez stół gimnastyczny, poręcze symetryczne i  drążek).
Konkurencje w Gimnastyce Sportowej Kobiet (w kolejności olimpijskiej)
- skok przez stół gimnastyczny (VT)
- poręcze asymetryczne (UB)
- równoważnia (BB)
- ćwiczenia wolne na planszy (FX)

Konkurencje w Gimnastyce Sportowej Mężczyzn (w kolejności olimpijskiej)
- ćwiczenia wolne na planszy (FX)
- koń z łękami (PH)
- kółka (SR)
- skok przez stół gimnastyczny (VT)
- poręcze symetryczne (PB)
- drążek (HB)

Wszyscy uczestnicy zawodów w gimnastyce sportowej klasyfikowani są: 
- indywidualnie w poszczególnych konkurencjach;
- w wieloboju gimnastycznym (sumując punkty uzyskane przez uczestnika we wszystkich konkurencjach);
- drużynowo (sumując indywidualne wyniki każdego uczestnika z danej drużyny).

Konkurencje na różnych przyrządach (kobiety)
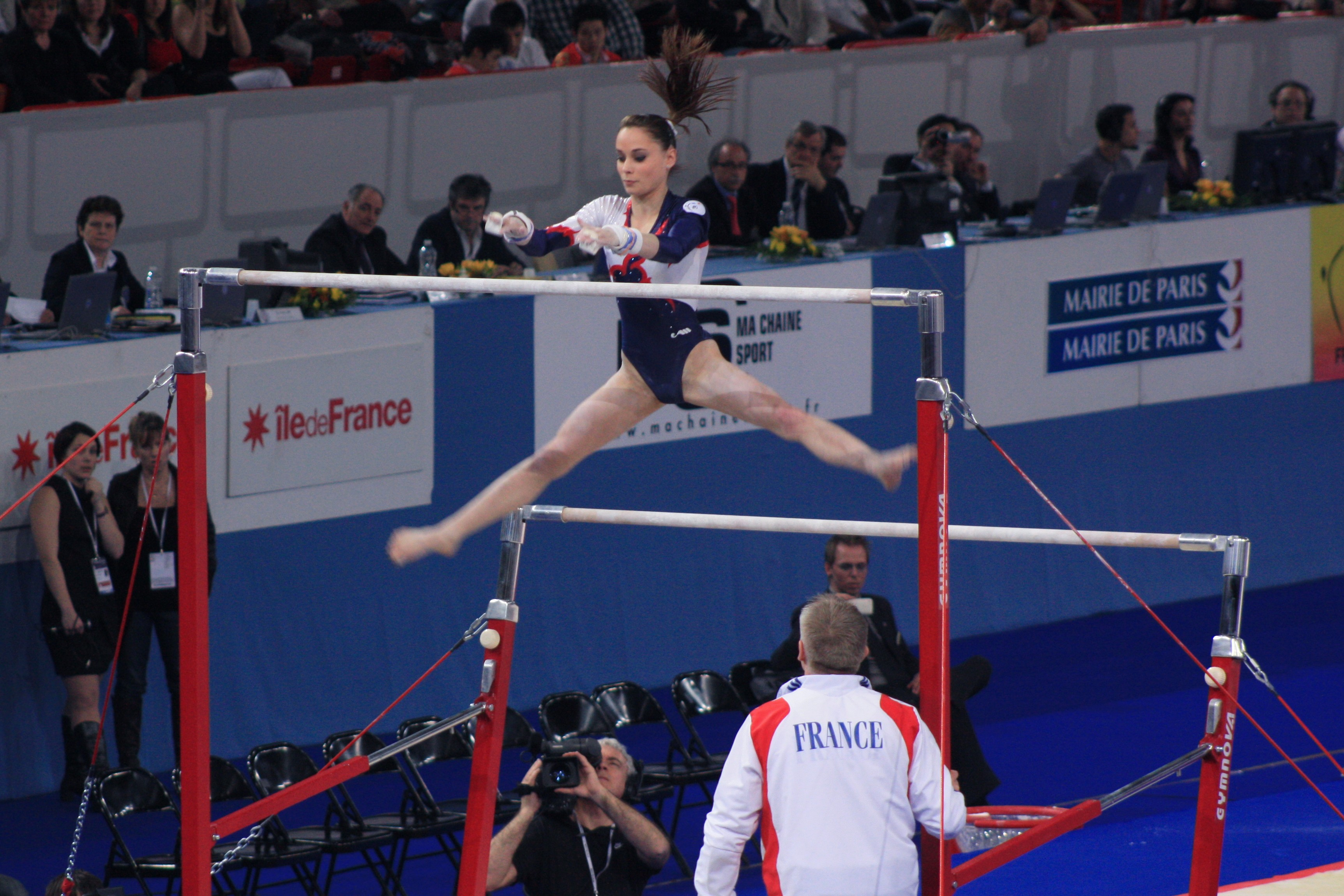
Zawodniczka podczas ćwiczeń na poręczach asymetrycznych
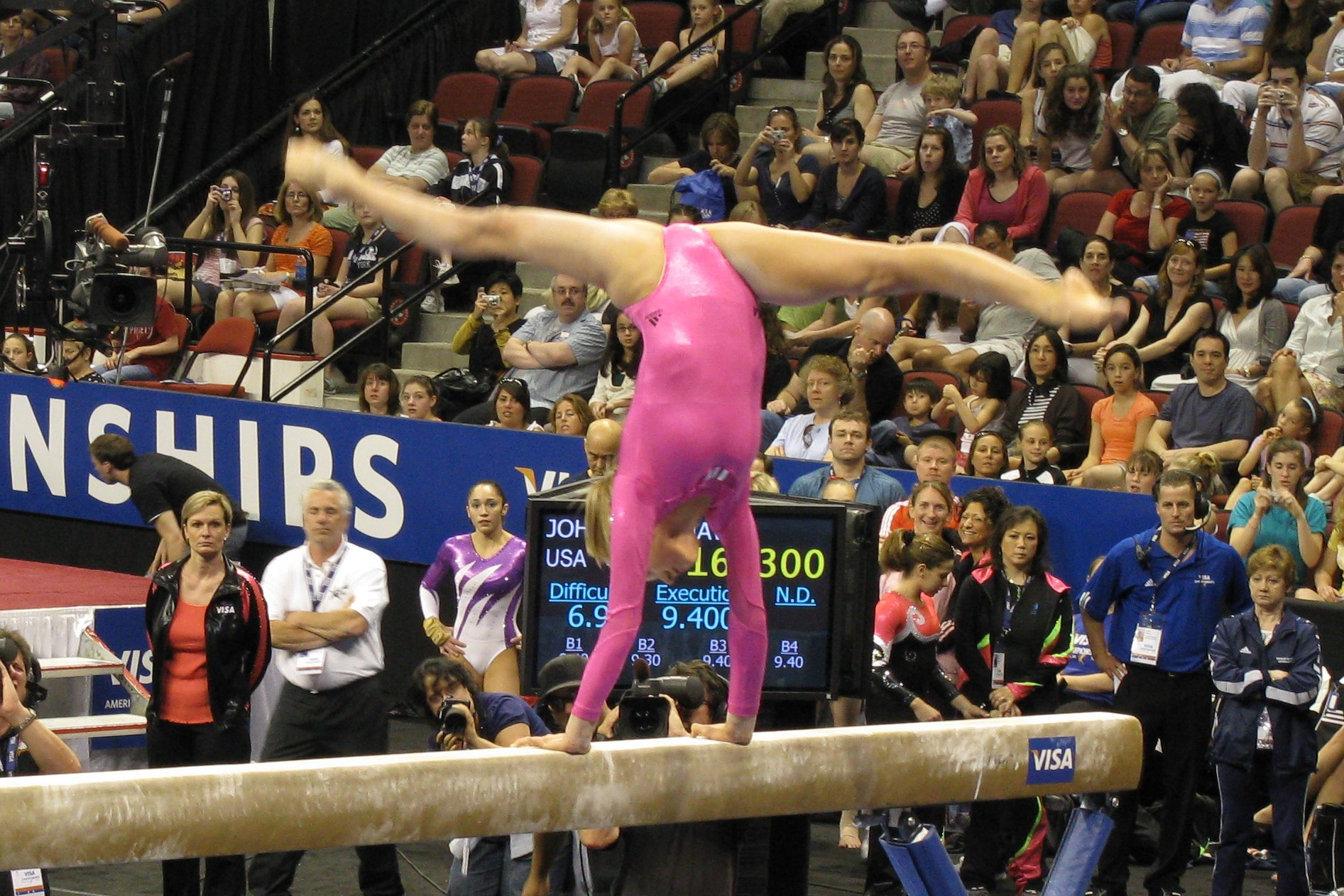
Nastia Liukin podczas ćwiczeń na równoważni
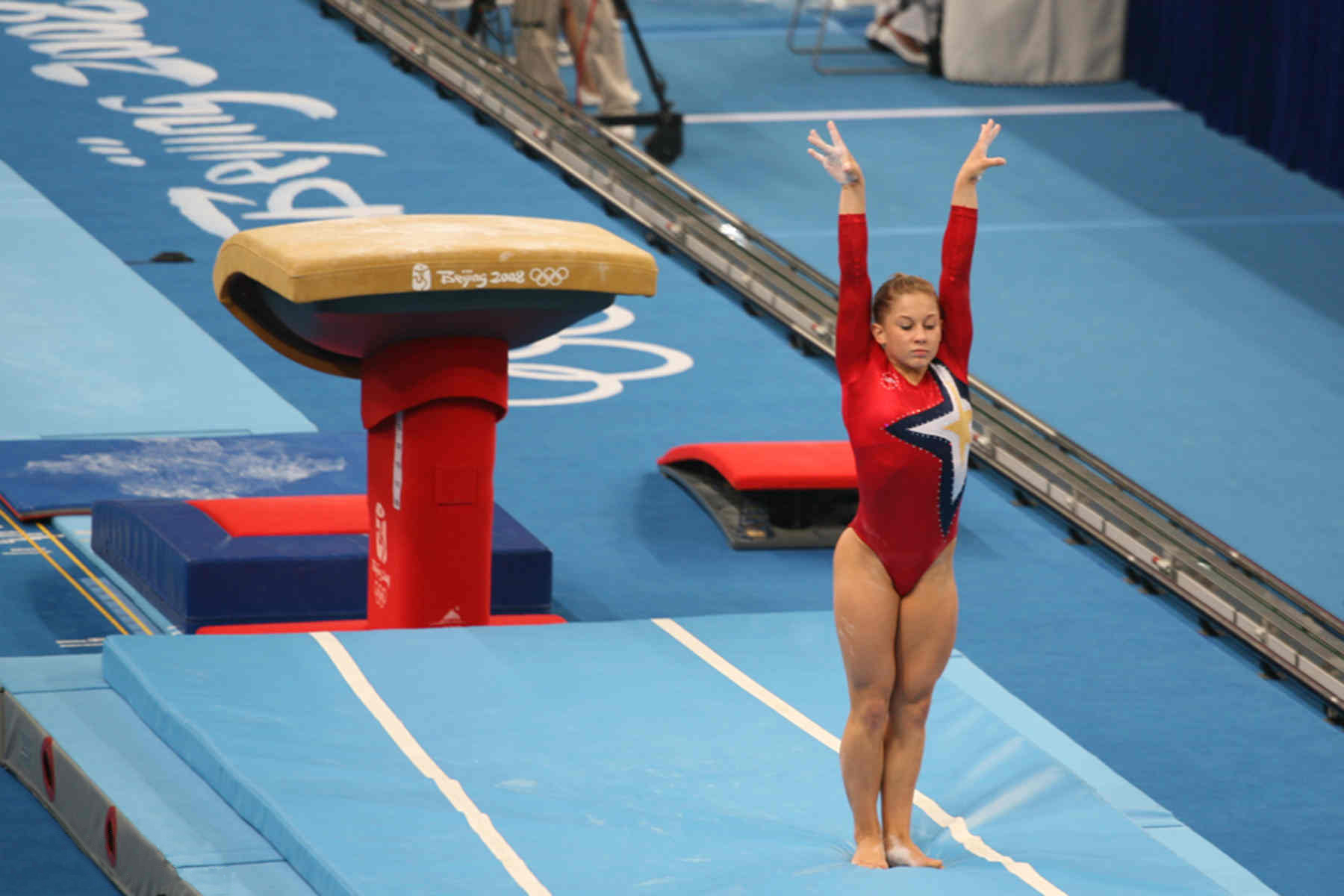
Shawn Johnson po wykonaniu skoku przez stół gimnastyczny
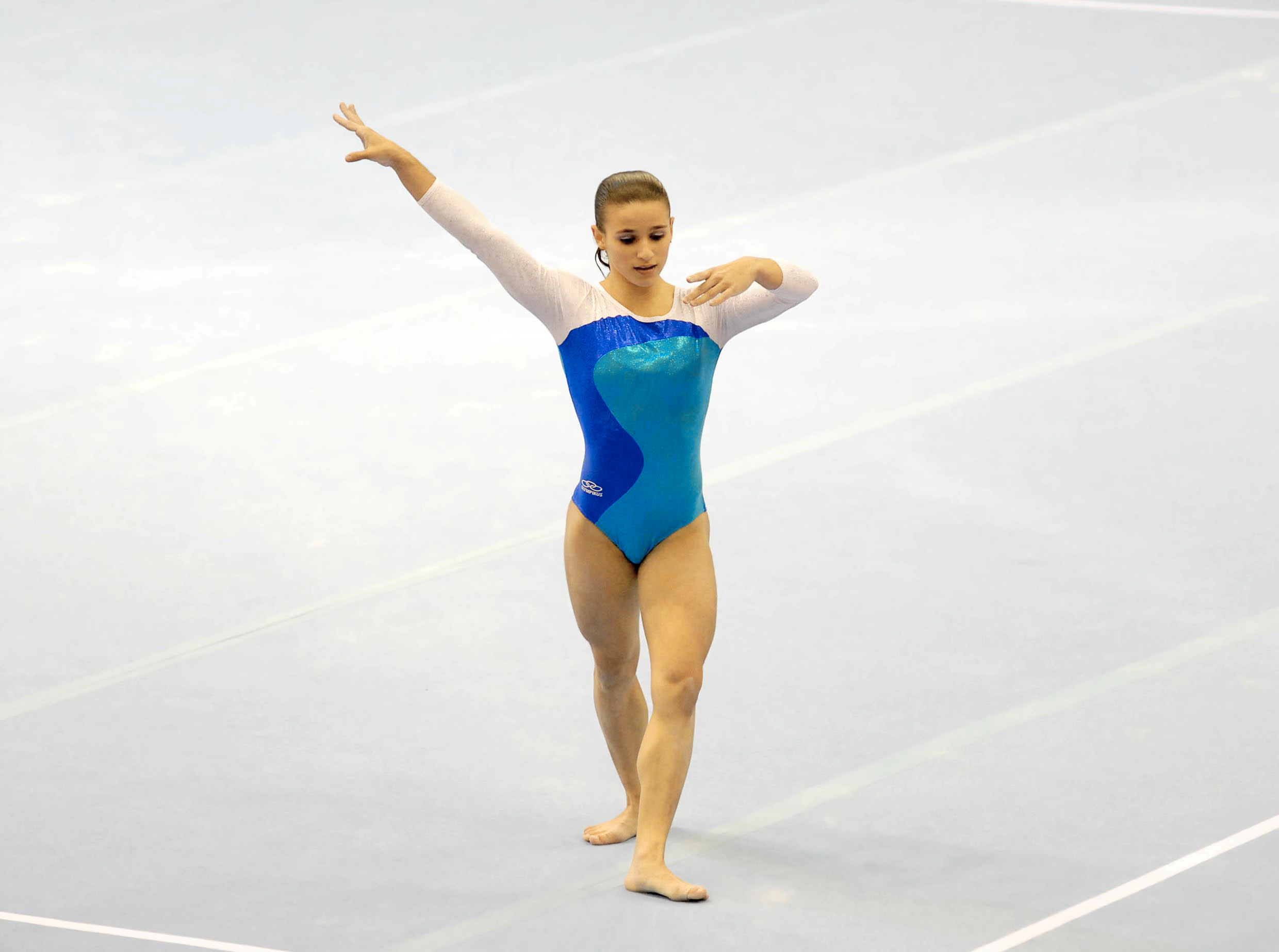
Jade Barbosa podczas ćwiczeń wolnych na planszy

Konkurencje na różnych przyrządach (mężczyźni)
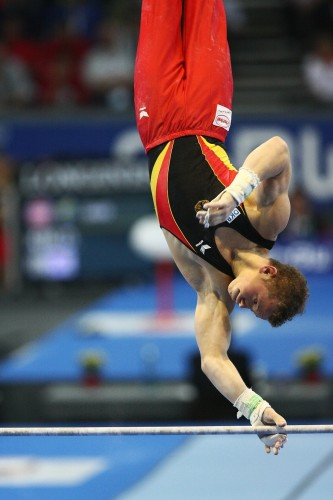
Fabian Hambüchen podczas ćwiczeń na drążku
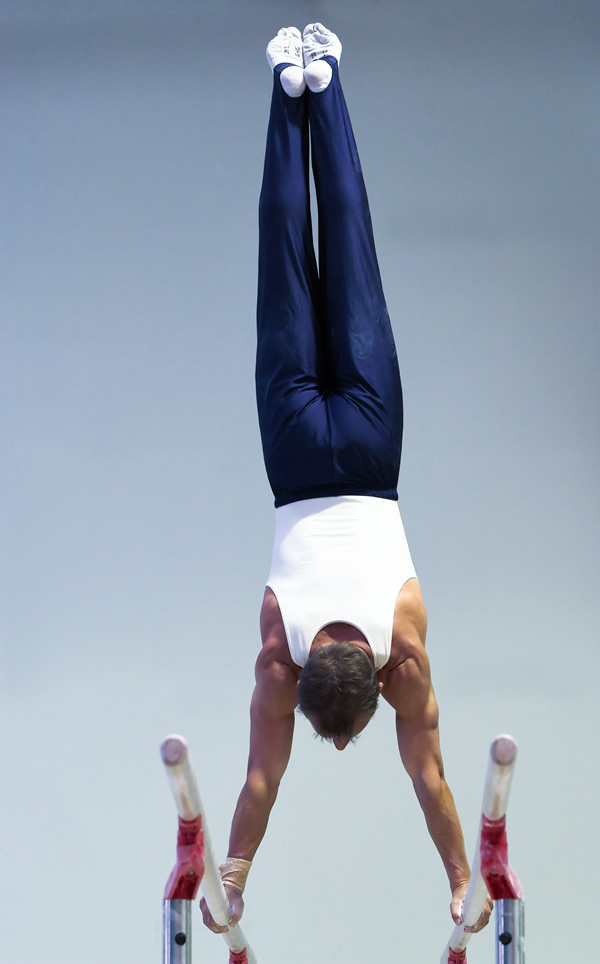
Zawodnik podczas ćwiczeń na poręczach symetrycznych
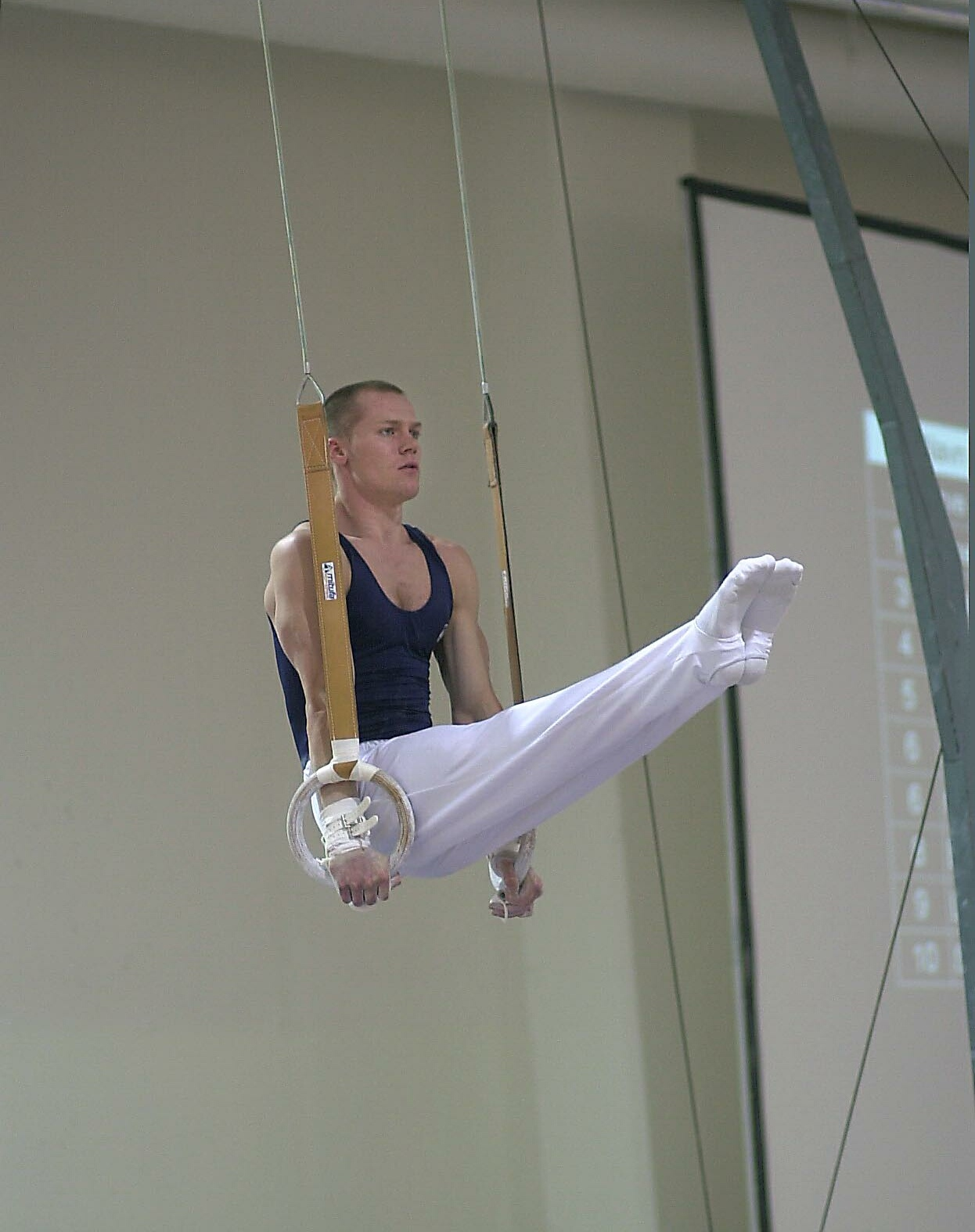
Zawodnik podczas ćwiczeń na kółkach
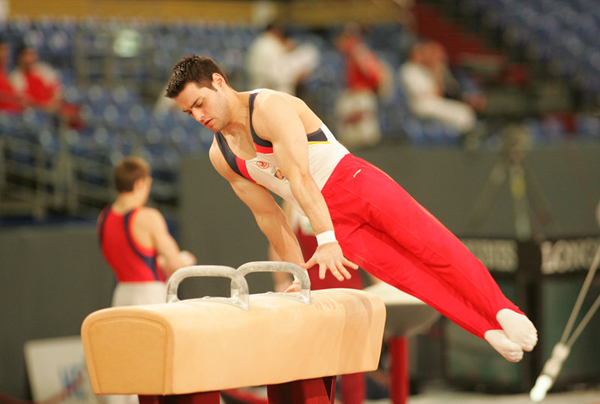
Iván San Miguel podczas ćwiczeń na koniu z łękami
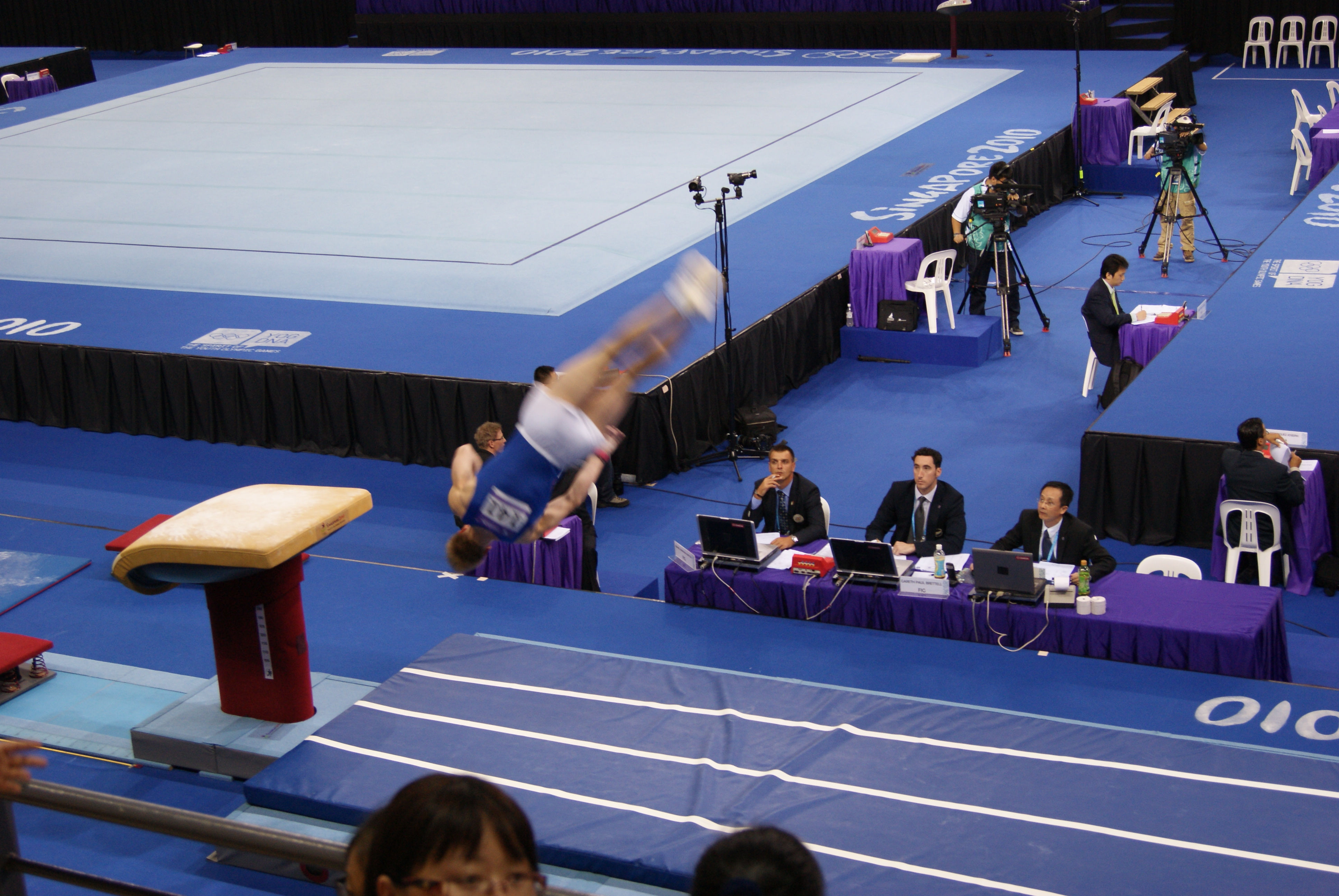
Zawodnik podczas skoku przez stół gimnastyczny
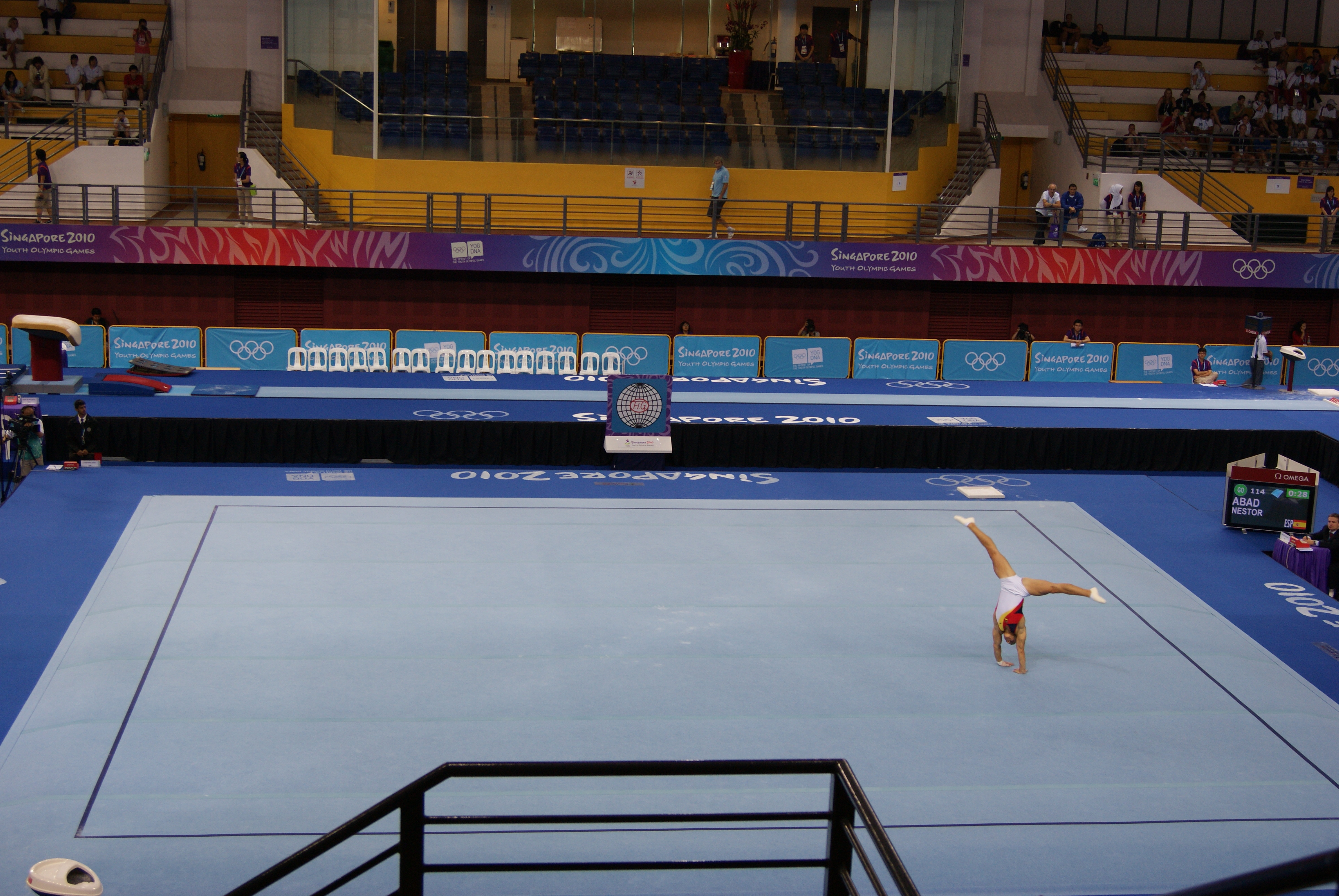
Hiszpański gimnastyk Néstor Abad podczas ćwiczeń wolnych na planszy

### ćwiczenia wolne na planszy (FX)
Układ ćwiczeń wolnych wykonywany przez zawodniczkę/zawodnika na sprężystej i pokrytej amortyzującą wykładziną planszy o wymiarach 12x12 metrów (dodatkowo z każdej strony wydzielony jest 1 metr na pole bezpieczeństwa). U kobiet układ trwa maksymalnie 90 sekund i wykonywany jest do muzyki indywidualnie dobranej dla każdej z zawodniczek. U mężczyzn układ nie może przekroczyć 70 sekund. Prezentowane układy muszą zawierać dozwolone elementy, wyszczególnione w przepisach.

### skok przez stół gimnastyczny (VT)
Skok wykonywany jest przez stół gimnastyczny (od 2001 roku; dawniej wykonywano go przez konia). Rozbieg do skoku nie powinien przekroczyć 25 metrów.
U kobiet stół gimnastyczny ma wysokość 125 cm, u mężczyzn 135 cm. Zawodniczki/zawodnicy chcący zakwalifikować się do finału w skoku, muszą wykonać dwa skoki z różnych grup/kategorii skoków. Średnia ocena z dwóch skoków jest oceną na podstawie której przebiega kwalifikacja do finału. Do oceny w wieloboju gimnastycznym liczy się tylko pierwszy z wykonywanych skoków. Większość zawodniczek/zawodników (którzy nie liczą na finał w tej konkurencji) wykonuje tylko jeden skok, który wlicza się do wieloboju.

### równoważnia (BB)
Wysokość: 125cm
Długość: 500cm
Szerokość: 10cm
Zawodniczki wykonują akrobacje na wąskiej równoważni (z ang. Balance Beam)

### drążek (HB)
wysokość: 260 cm mierzona od górnej powierzchni materaca, materac nie powinien być grubszy niż 20 cm.

### poręcze symetryczne (PB)
wysokość: 180 cm mierzona od górnej powierzchni materaca, materac nie powinien być grubszy niż 20 cm.

### kółka (SR)
wysokość: 260 cm mierzona od górnej powierzchni materaca, materac nie powinien być grubszy niż 20 cm.

### koń z łękami (PH)
wysokość: 105 cm mierzona od górnej powierzchni materaca, materac nie powinien być grubszy niż 10 cm.

## Punktowanie
Punktację poszczególnych ćwiczeń prowadzi się według dość skomplikowanego systemu. Przepisy składają się z dwóch głównych części, jedna część jest tekstowa, druga zawiera tabele z rysunkami - jak wyglądają poszczególne elementy.
Zespół sędziowski to: 
- sędziowie "D" (difficulty / wycena trudności ćwiczenia);
- sędziowie "E" (execution / potrącenia, błędy).

W zależności od rangi zawodów i możliwości organizatora, liczba sędziów jest różna, jednak na zawodach rangi światowej liczy dwóch sędziów D (D1-koordynator/arbiter + D2), którzy ustalają wartość ćwiczenia oraz 6 sędziów E – których głównym zadaniem jest liczenie i wycena błędów. Sędzia główny (D1) rozwiązuje również przypadki sporne. Aby ustalić notę końcową, od wartości układu – obliczonej przez sędziów "D" odejmuje się średnią błędów obliczonych przez 4 sędziów "E" – odrzuca się najniższą i najwyższą ocenę. Jeśli różnica między środkowymi notami jest zbyt duża, arbitrzy powinni ją zmodyfikować. W przypadku dalszej znacznej różnicy, sędzia główny może zmodyfikować sporne oceny. Ćwiczenia ruchowe są oficjalnie podzielone według stopnia trudności. Ocena sędziów bywa kształtowana na podstawie presji publiczności, fascynacji utytułowanymi mistrzami, układami między krajami, kolejnością występowania zawodników. Dlatego też klasyfikacje w gimnastyce nie zawsze są do końca sprawiedliwe. Zdarzają się też przekupstwa sędziów. Obecne przepisy (po 2004 roku) dają dużo mniejsze pole do manipulacji niż wersja używana do Igrzysk w Atenach (2004). Ćwiczenia są dodatkowo rejestrowane (na kamery wideo) i dostępne dla sędziów podczas zawodów, dzięki czemu sytuacje sporne sędziowie mogą rozwiązać obiektywniej.

## Polacy na Igrzyskach Olimpijskich
Polacy zdobyli cztery medale olimpijskie:
- Jerzy Jokiel (srebro, Helsinki 1952, ćwiczenia wolne)
- Dorota Horzonkówna-Jokielowa, Natalia Kot, Helena Rakoczy, Danuta Stachow, Lidia Szczerbińska, Barbara Ślizowska (brąz, Melbourne 1956, ćwiczenia drużynowe z przyborem)
- Leszek Blanik (brąz, Sydney 2000, skok przez stół gimnastyczny)
- Leszek Blanik (złoto, Pekin 2008, skok przez stół gimnastyczny)

### Letnie Igrzyska Olimpijskie 1952w Helsinkach
W konkurencji mężczyzn, polska kadra składała się z Jerzego Jokiela, Szymona Sobali, Pawła Świętka, Pawła Gawrona, Zdzisława Lesińskiego, Pawła Gacy i Jerzego Solarza. Polska zakończyła zawody drużynowe na 13. miejscu. Najwyższym wynikiem w wieloboju indywidualnym mógł pochwalić się Sobala, który zdobył 60. miejsce. Jerzy Jokiel był jedynym członkiem gimnastycznej kadry męskiej, który zakwalifikował się do finału, w którym wygrał srebrny medal w ćwiczeniach wolnych.
Helena Rakoczy pojechała na Igrzyska w Helsinkach jako panująca wtedy mistrzyni świata w wieloboju i na trzech różnych przyrządach, wygrywając pięć medali na Mistrzostwach świata w 1950 roku. Mimo wielkich nadziei, Polki (w składzie Rakoczy, Stefania Reindl, Stefania Świerzy, Zofia Kowalczyk, Urszula Łukomska, Dorota Horzonek i Honorata Marcińczak) zakończyły rywalizację na 8. pozycji w wieloboju drużynowym, a Rakoczy uplasowała się na dalekiej od podium 43. pozycji. Najwyższą pozycję w wieloboju indywidualnym zdobyła Świeży, która zajęła 27. lokatę, jednak Polki nie wygrały ani jednego medalu. Media donoszą o problemach, z którymi borykała się Rakoczy podczas XV Igrzysk Olimpijskich, a mianowicie kontuzji nadgarstka oraz nachalnego zachowania urzędnika aparatu bezpieczeństwa i szefa polskiej ekipy Apolinarego Mineckiego, przed którym uchronił ją olimpijski pływak i medalista Mistrzostw Europy Marek Petrusewicz.

### Letnie Igrzyska Olimpijskie 1956w Melbourne
Polska kadra gimnastyki sportowej kobiet (w składzie Helena Rakoczy, Natalia Kot, Barbara Ślizowska, Dorota Horzonek-Jokiel, Danuta Stachow, Lidia Szczerbińska) zdobyła brązowy medal w konkurencji drużynowej z przyborem, ex aequo z kadrą Związku Radzieckiego. W ogólnej konkurencji drużynowej, Polki zajęły 4. miejsce. Indywidualnie, Rakoczy uzyskała najlepszy wynik wśród polskiej kadry, zajmując 8. miejsce w wieloboju i 5. w ćwiczeniach na poręczach. Kot również miała udany start, zajmując 9. miejsce w wieloboju.

### Letnie Igrzyska Olimpijskie 1960w Rzymie
Podczas XVII Igrzysk Olimpijskich w Rzymie, Polska zajęła 5. miejsce w wieloboju drużynowym kobiet (w składzie Natalia Kot, Barbara Eustachiewicz, Brygida Dziuba, Danuta Nowak-Stachow, Eryka Mondry-Kost, Gizela Niedurny). Po zdobyciu tytułu mistrzyni Europy rok wcześniej, Kot okazała się najmocniejszą polską zawodniczką, zajmując 12. miejsce w wieloboju indywidualnym.
Jerzy Jokiel, srebrny medalista z 1952 roku, powrócił na swoje drugie Igrzyska Olimpijskie. Wraz z kadrą mężczyzn (w składzie Jokiel, Ernest Hawełek, Andrzej Konopka, Alfred Kucharczyk, Józef Rajnisz, Aleksander Rokosa) uplasowali się na 10. miejscu w konkurencji drużynowej. Indywidualnie, Jokiel był najbliższy awansu do finału, zajmując 10. miejsce w ćwiczeniach wolnych.

### Letnie Igrzyska Olimpijskie 2004w Atenach
Polska nie wysłała żadnego reprezentanta w gimnastyce sportowej na XXVIII Igrzyska Olimpijskie w Atenach. Brązowy medalista Igrzysk z Sydney, Leszek Blanik, nie otrzymał kwalifikacji ze względu na błąd w kwalifikacjach. Joanna Skowrońska otrzymała kwalifikację, jednak groźny wypadek trzy dni przez startem zmusił ją do rezygnacji.

### Letnie Igrzyska Olimpijskie 2008w Pekinie
Podczas XXVIV Igrzysk Olimpijskich w Pekinie, Polska reprezentacja powróciła zarówno w konkurencji mężczyzn jak i kobiet. Po nieudanych kwalifikacjach cztery lata wcześniej, Leszek Blanik uzyskał punktację 16,537 i zdobył złoto w finale skoku, wygrywając tie-break z reprezentantem Francji, Thomasem Bouhail. Był to pierwszy złoty medal olimpijski dla Polski w gimnastyce sportowej.
Marta Pihan reprezentowała Polskę po stronie kobiet, jednak z mniejszym sukcesem. Szczecinianka popełniła znaczące błędy w kwalifikacjach i nie awansowała do żadnego finału.

### Letnie Igrzyska Olimpijskie 2012w Londynie
Marta Pihan-Kulesza powróciła na swoje drugie Igrzyska, tym razem u boku męża Romana Kuleszy. Podczas kwalifikacji, mistrzyni Polski zajęła 26. pozycję w wieloboju indywidualnym, dzięki czemu otrzymała awans do finału. Z notą 14,333, była również drugą rezerwową do finału ćwiczeń wolnych. W finale wieloboju, Marta ostatecznie zajęła 19. miejsce z notą 55,465. Po stronie mężczyzn, Roman Kulesza również uzyskał awans do finału wieloboju indywidualnego, w którym zajął 24. miejsce.

## Polscy medaliści Igrzysk Olimpijskich, Mistrzostw świata i Europy

### Indywidualnie
Reprezentacja Polski wygrała 3 indywidualne medale olimpijskie, 17 indywidualnych medali na Mistrzostwach Świata i 20 indywidualnych medali na Mistrzostwach Europy.
| Rok  | # | Zawodnik          | Konkurencja                 | Zawody                                                               |
| ---- | - | ----------------- | --------------------------- | -------------------------------------------------------------------- |
| 1934 | 3 | Janina Skirlińska | wielobój indywidualny       | 10. Mistrzostwa Świata w Gimnastyce Sportowej w Budapeszcie          |
| 1934 | 2 | Janina Skirlińska | ćwiczenia na równoważni     | 10. Mistrzostwa Świata w Gimnastyce Sportowej w Budapeszcie          |
| 1934 | 1 | Klara Sierońska   | ćwiczenia na poręczach      | 10. Mistrzostwa Świata w Gimnastyce Sportowej w Budapeszcie          |
| 1934 | 2 | Wiesława Wisłocka | ćwiczenia na poręczach      | 10. Mistrzostwa Świata w Gimnastyce Sportowej w Budapeszcie          |
| 1950 | 1 | Helena Rakoczy    | wielobój indywidualny       | 12. Mistrzostwa Świata w Gimnastyce Sportowej w Bazylei              |
| 1950 | 1 | Helena Rakoczy    | ćwiczenia na równoważni     | 12. Mistrzostwa Świata w Gimnastyce Sportowej w Bazylei              |
| 1950 | 1 | Helena Rakoczy    | ćwiczenia wolne             | 12. Mistrzostwa Świata w Gimnastyce Sportowej w Bazylei              |
| 1950 | 1 | Helena Rakoczy    | skok                        | 12. Mistrzostwa Świata w Gimnastyce Sportowej w Bazylei              |
| 1950 | 3 | Helena Rakoczy    | ćwiczenia na poręczach      | 12. Mistrzostwa Świata w Gimnastyce Sportowej w Bazylei              |
| 1950 | 3 | Stefania Reindl   | ćwiczenia wolne             | 12. Mistrzostwa Świata w Gimnastyce Sportowej w Bazylei              |
| 1952 | 2 | Jerzy Jokiel      | ćwiczenia wolne             | XV Letnie Igrzyska Olimpijskie w Helsinkach                          |
| 1954 | 3 | Helena Rakoczy    | wielobój indywidualny       | 13. Mistrzostwa Świata w Gimnastyce Sportowej w Rzymie               |
| 1954 | 3 | Helena Rakoczy    | ćwiczenia na poręczach      | 13. Mistrzostwa Świata w Gimnastyce Sportowej w Rzymie               |
| 1959 | 1 | Natalia Kot       | wielobój indywidualny       | 2. Mistrzostwa Europy w Gimnastyce Sportowej Kobiet w Krakowie       |
| 1959 | 1 | Natalia Kot       | skok                        | 2. Mistrzostwa Europy w Gimnastyce Sportowej Kobiet w Krakowie       |
| 1959 | 3 | Natalia Kot       | ćwiczenia na równoważni     | 2. Mistrzostwa Europy w Gimnastyce Sportowej Kobiet w Krakowie       |
| 1961 | 3 | Natalia Kot       | skok                        | 3. Mistrzostwa Europy w Gimnastyce Sportowej Kobiet w Lipsku         |
| 1967 | 3 | Mikołaj Kubica    | ćwiczenia wolne             | 7. Mistrzostwa Europy w Gimnastyce Sportowej Mężczyzn w Tampere      |
| 1967 | 3 | Mikołaj Kubica    | ćwiczenia na kółkach        | 7. Mistrzostwa Europy w Gimnastyce Sportowej Mężczyzn w Tampere      |
| 1969 | 2 | Mikołaj Kubica    | skok                        | 8. Mistrzostwa Europy w Gimnastyce Sportowej Mężczyzn w Warszawie    |
| 1969 | 2 | Mikołaj Kubica    | ćwiczenia na kółkach        | 8. Mistrzostwa Europy w Gimnastyce Sportowej Mężczyzn w Warszawie    |
| 1969 | 3 | Mikołaj Kubica    | wielobój indywidualny       | 8. Mistrzostwa Europy w Gimnastyce Sportowej Mężczyzn w Warszawie    |
| 1969 | 3 | Sylwester Kubica  | ćwiczenia wolne             | 8. Mistrzostwa Europy w Gimnastyce Sportowej Mężczyzn w Warszawie    |
| 1969 | 1 | Wilhelm Kubica    | ćwiczenia na koniu z łękami | 8. Mistrzostwa Europy w Gimnastyce Sportowej Mężczyzn w Warszawie    |
| 1971 | 2 | Andrzej Szajna    | skok                        | 9. Mistrzostwa Europy w Gimnastyce Sportowej Mężczyzn w Madrycie     |
| 1971 | 3 | Andrzej Szajna    | ćwiczenia na kółkach        | 9. Mistrzostwa Europy w Gimnastyce Sportowej Mężczyzn w Madrycie     |
| 1973 | 2 | Andrzej Szajna    | skok                        | 10. Mistrzostwa Europy w Gimnastyce Sportowej Mężczyzn w Grenoble    |
| 1973 | 2 | Wilhelm Kubica    | ćwiczenia na koniu z łękami | 10. Mistrzostwa Europy w Gimnastyce Sportowej Mężczyzn w Grenoble    |
| 1974 | 3 | Andrzej Szajna    | ćwiczenia na kółkach        | 17. Mistrzostwa Świata w Gimnastyce Sportowej w Warnie               |
| 1974 | 3 | Andrzej Szajna    | ćwiczenia na drążku         | 17. Mistrzostwa Świata w Gimnastyce Sportowej w Warnie               |
| 1975 | 1 | Andrzej Szajna    | ćwiczenia wolne             | 11. Mistrzostwa Europy w Gimnastyce Sportowej Mężczyzn w Bernie      |
| 1975 | 2 | Andrzej Szajna    | skok                        | 11. Mistrzostwa Europy w Gimnastyce Sportowej Mężczyzn w Bernie      |
| 1975 | 3 | Andrzej Szajna    | ćwiczenia na drążku         | 11. Mistrzostwa Europy w Gimnastyce Sportowej Mężczyzn w Bernie      |
| 1998 | 2 | Leszek Blanik     | skok                        | 23. Mistrzostwa Europy w Gimnastyce Sportowej Mężczyzn w Petersburgu |
| 2000 | 3 | Leszek Blanik     | skok                        | XXVII Letnie Igrzyska Olimpijskie w Sydney                           |
| 2002 | 2 | Leszek Blanik     | skok                        | 36. Mistrzostwa Świata w Gimnastyce Sportowej w Debreczynie          |
| 2004 | 3 | Leszek Blanik     | skok                        | 26. Mistrzostwa Europy w Gimnastyce Sportowej Mężczyzn w Lublanie    |
| 2005 | 2 | Leszek Blanik     | skok                        | 38. Mistrzostwa Świata w Gimnastyce Sportowej w Mebourne             |
| 2007 | 1 | Leszek Blanik     | skok                        | 40. Mistrzostwa Świata w Gimnastyce Sportowej w Stuttgarcie          |
| 2008 | 1 | Leszek Blanik     | skok                        | 28. Mistrzostwa Europy w Gimnastyce Sportowej Mężczyzn w Lozannie    |
| 2008 | 1 | Leszek Blanik     | skok                        | XXIX Letnie Igrzyska Olimpijskie w Pekinie                           |
| 2010 | 3 | Adam Kierzkowski  | ćwiczenia na poręczach      | 29. Mistrzostwa Europy w Gimnastyce Sportowej Mężczyzn w Birmingham  |

### Drużynowo
Polska kadra wygrała trzy medale drużynowe - brązowy medal w wieloboju drużynowym kobiet z przyrządem na Igrzyskach Olimpijskich w Melbourne i dwa brązowe podczas Mistrzostw Świata.
| Rok  | # | Skład | Konkurencja                            | Zawody                                                      |
| ---- | - | --- | -------------------------------------- | ----------------------------------------------------------- |
| 1934 | 3 | Janina Skirlińska, Klara Sierońska, Wiesława Wisłocka, Helena Dylewska, Zofia Pawłowska, Erna Szymowa, Irena Mikulska, Henryka Lubawska | wielobój drużynowy kobiet              | 10. Mistrzostwa Świata w Gimnastyce Sportowej w Budapeszcie |
| 1938 | 3 | Janina Skirlińska, Joanna Łuczyńska, Marta Majowska, Wisława Noskiewicz, Matylda Osadnik, Urszula Weis, Urszula Stępińska               | wielobój drużynowy kobiet              | 11. Mistrzostwa Świata w Gimnastyce Sportowej w Pradze      |
| 1956 | 3 | Helena Rakoczy, Natalia Kot, Dorota Horzonek-Jokiel, Lidia Szczerbińska, Danuta Stachow, Barbara Ślizowska                              | wielobój drużynowy kobiet z przyrządem | XVI Letnie Igrzyska Olimpijskie w Melbourne                 |

## Kluby
Polskie kluby gimnastyczne